# دوريس ماكينون
دوريس ماكينون (بالإنجليزية: Doris Mackinnon)‏ (30سبتمبر 1883 – 10 سبتمبر 1956) عالمة حيوان بريطانية ولدت في اِسكتلندا، حيث كان والدها عميلاً قنصلياً، وكانت أمها مديرة لدار نساء. تأثرت دوريس بالعالمة ماريا كوردون، مما دفعها لدراسة علم النبات، والجيولوجيا في جامعة أبردين التي تخرجت منها سنة 1906م، ثم حصلت دوريس على منحة «كارنيجي» لتدرس بالخارج لمدة سنتين، وتعود بعدها إلى اِسكتلندا بعد أن حصلت على شهادة الدكتوراه من جامعة أبردين في العام 1914م، ثم أصبحت ماكينون أستاذة محاضرة في جامعة داندي التي كانت تتبع جامعة سانت أندروز في العام 1916م. عملت ماكينون خلال الحرب العالمية الأولى في المستشفيات العسكرية في بريطانيا؛ حيث كانت تجري أبحاثاً حول مرض الأميبا، وتساعد في تشخيصه لدى المرضى، وقد زاد عملها في المستشفيات العسكرية اهتمامها بهذا المرض الذي ركزت عليه خلال السنوات التالية.
في سنة 1919م التحقت ماكينون بكلية الملك في لندن بصفتها أستاذة محاضرة، ثم أصبحت في العام 1927م رئيسة لقسم علم الحيوان، وكانت أول امرأة تشغل منصب رئيس قسم في الكلية، ثم عملت ماكينون بروفيسورة واستمرت في منصبها كرئيسة قسم علم الحيوان لمدة 22 عامًا. ركزت ماكينون في أبحاثها على الأوليات الطفيلية، كما قدمت العديد من المحاضرات حول هذا الموضوع لمدة 30 سنة، وبالإضافة إلى ذلك فقد قدمت دوريس محاضرات عديدة تمت إذاعتها لطلاب المدارس.

## السيرة الذاتية
ولدت دوريس ليفينغستون ماكينون بتاريخ 30 سبتمبر 1883م في مدينة أبردين، حيث كان والدها لاشلات ماكينون يعمل محامٍ وعميل قنصلي لصالح فرنسا وبلجيكا، كما كان يتحول في وقت فراغه إلى عالم هاوٍ ومهتم بعلم النبات وعلم الطيور وعلم الفلك، أما والدتها تيودورا طومبسون فقد كانت تديرداراً للنساء أسستها بنفسها لمساعدة النساء العاطلات عن العمل، وقد كان لدوريس ثلاثة أخوة، منهم أخت أصبحت فنانة وهي سلويت، وأخرى ليلياس ماكينون التي أصبحت عازفة بيانو، وأخ كاتب.
شجعت ماريا كوردون دوريس على دراسة علم النبات والجيولوجيا بجامعة أبردين حيث حصلت على شهادة الإجازة بالعلوم سنة 1906م بدرجة مشرفة، لتحصل بعدها على منحة «كارنيجي» التي مكنتها من تغطية مصاريف دراستها لمدة سنة تحت إشراف ريتشارد هيرتويغ في ميونخ.
انضمت بعدها لمجموعة ميلانو فليس للبحث في محطة روسكوف البيولوجية، ثم انتقلت للعمل في مختبر كويك تحت إشراف جورج نوتال، وفي سنة 1908م عادت ماكينون إلى أبردين حيث أصبحت مساعدة لجون آرثر تومسون في جامعة أبردين، وفي 1909م أصبحت مساعدة لـدارسي تومسون في جامعة دندي، وعملت دوريس خلالها على أطروحتها «دراسات حول الكائنات الأولية» والتي قدمتها لجامعة أبردين في سنة 1914م لتحصل بعدها على شهادة الدكتوراه، وخلال سنتين فقط ترقت دوريس لتصبح أستاذة محاضرة في جامعة دندي.
أخدت دوريس إجازةً من عملها في جامعة دندي للمساهمة في الجهود التي بذلتها أثناء الحرب العالمية الأولى لمساعدة الضحايا آنذاك، فقد عملت في مستشفيات عسكرية بكل من مدينتي ليفربول وساوتهامبتون، وقد استغلت خبرتها في علم الكائنات الأولية في إطار العمل لدى مكتب الحرب بالمساعدة على تشخيص حالات مرضى الأميبا وحالات العدوى الأخرى، وفي سنة 1918م تم استدعاؤها مجدداً إلى جامعة دندي بعد أن حصل دارسي تومسون على منصبٍ جديد في جامعة أندروز فأصبحت دوريس رئيسةً لقسم علم الحيوان نيابةً عنه.
التحقت ماكينون بجامعة الملك في لندن كأستاذة محاضرة في سنة 1919م تحت إشراف آرثر داندي، ثم ترقت لتصبح أُستاذة جامعية بعد عامين فقط، وعندما استقال جوليان هاكسيلي من منصبه سنة 1927م أصبحت هي رئيسةً لقسم علم الحيوان وبروفيسورة في نفس الوقت، واستمرت في منصبها لحين تقاعدها، وقد جعل هذا من دوريس اكينون بأن تصبح أول امرأة تحتل منصب رئيس قسم في تاريخ جامعة الملك في لندن، جدير بالذكر بأن أكاديميين بارزين كفرانسيس برامبل تخرجوا من القسم الذي ترأسته دوريس.
عملت دوريس ماكينون بعد تقاعدها على كتاب دراسي موجه لطلبة مستوى الإجازة وهو كتاب «مقدمة لدراسة الكائنات الأولية» إلا أنها مرضت قبل أن يتم نشر كتابها توفيت جراء جلطة في العاشر من سبتمبرسنة 1956م فأكمل الدكتور ر.س.ج هاويس الكتاب عنها ونقحه.

## المساهمات العملية
عملت ماكينون بين مايو 1917م ومايو 1918م فالمستشفى الحربي التابع للجامعة في ساوثهامبتون مع ويليام فليتشر الذي كان يعمل في الفرقة الطبية للجيش الملكي، حيث عمل الاثنان على تشخيص وعلاج مرض الزحار، وقد تركز عملهما على وجه الخصوص حول نوعين من البكتيريا الشيغيلة الزحارية التي قد تم اكتشفتها من طرف سايمون فليكسنر وكيوشي شيغا، واكتشفت ماكينون وزميلها أن عصية فليكسنر يمكن أن تدخل بمرحلة خمول وتظل غير قابلة للكشف لأربع إلى خمسة أسابيع، مما يجعل من الصعب الجزم متى لا يعود الشخص حاملا للبكتيريا، كما اكتشفا أن الرجال الذين كانوا حاملين لعصية شيغا يصبحون أكثر عرضة للإصابة بالاكتئاب ولا يعودون بحالة ملائمة للتجنيد.
نشرت ماكينون أكثر من 40 ورقة بحثية خصت بشكل رئيسي أنواع الأوليات الطفيلية، خاصةً خلية الفلاجيلاتا ومعقدات القمة، كما أن دوريس إشتهرت بكفاءتها كمُحاضرة من خلال عملها كأستاذة في جامعة دندي، بالإضافة إلى تقديمها عروضاً ومحاضرات إذاعية لطلبة المدارس، وعرفت دوريس بأنها خلال ثلاثين عاماً من التدريس لم يسبق وأن كررت يوماً نفس المحاضرة، وتطرقت محاضراتها أيضاً للأمراض المنقولة عبر الذباب، وكيف تساهم النظافة الجيدة في الحد من تكاثر الذباب والوقاية من حمى التيفوئيد، ويعود الفضل لها في إقامة مركز أبحاث متخصص في علم الأوليات وهو المركز الغير طبي الوحيد في بريطانيا الذي يهتم بعذا العلم.

## الاعتراف والتقدير
خلال ثلاثينيات القرن الماضي، تمت تسمية فصيلتين من الأوليات هما دوريسا ودوريزسييلا باسم ماكينون كطريقة للتعبير عن التقدير والاحترام لمساهماتها العلمية، في سنة 1943م قدمت جامعة أبردين لدوريس ماكينون وإمرأتين أخريات شهادات دكتوراه فخرية بمناسبة الذكرى الخمسين لانضمام النساء لأول مرة للجامعة.
وبعد تقاعدها أُنتخبت دوريس لمنصب أستاذة فخرية في جامعة الملك في لندن، كما حظيت ماكينون بزمالة لدى جمعية لينيان في لندن وعملت بالمجلس التابع لها.